# Monetta
Monetta város az Amerikai Egyesült Államok Dél-Karolina államában, Aiken és Saluda megyében. Lakosainak száma 205 fő (2020. április 1.).

## Népesség
A település népességének változása:

| 2010 | 236 |
| 2020 | 205 |